# 丸紅建材リース
丸紅建材リース株式会社（まるべにけんざいリース）は、丸紅グループに属する重量仮設鋼材のリース会社である。

## 主力製品・事業
- 仮設計画、設計、及び建設工事用仮設鋼材（鋼矢板、H形鋼、鋼製山留材、路面覆工板等）のリース

## 沿革
- 1968年 - 丸紅鉄鋼建材リースを設立。
- 1972年 – 丸紅建材リースに変更。
- 1978年 - 東京証券取引所市場第二部に上場。
- 2006年 - 東京証券取引所市場第一部に指定替え。